# 蔭凉寺 (岡山市)
蔭凉寺（いんりょうじ）は、岡山県岡山市北区中央町にある臨済宗妙心寺派の寺院。

## 歴史
寛永9年（1632年）池田忠雄（備前国と備中4郡を領し岡山城の整備や城下町の拡張等を行った。）の外護で建立された。明治31年（1898年）8月火災に遭い、その後再建されたが、昭和20年（1945年）6月29日の岡山大空襲で一部の石造物を残し伽藍を全焼した。

## 境内

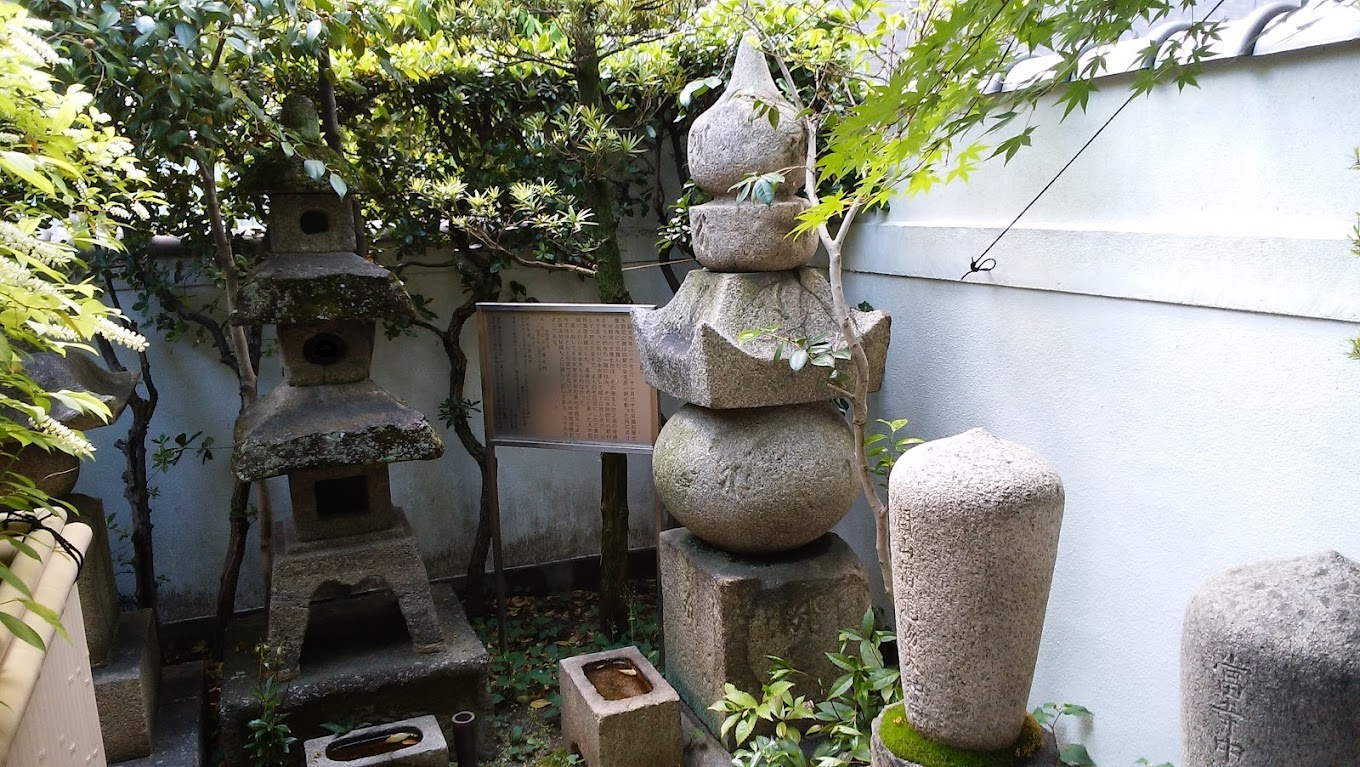
水塔

- 水塔 - 岡山藩士水野定之進の墓。水野家の忠僕七助が七回忌に建立した。水野定之進は、延宝元年11月27日（グレゴリオ暦 1674年1月3日）に、朋輩である安宅彦一朗を斬ったためこの寺で切腹した。岡山大空襲の焼夷弾の跡が残る。

## 歴代
- 篠原真祐